# Agnitum
Agnitum — российская компания-производитель программного обеспечения в области безопасности персонального компьютера. Наиболее известный продукт Agnitum — персональный файрвол Outpost Firewall Pro. Основана в феврале 1999. С декабря 2015 года объявила о продаже всех активов и технологий компании Яндекс.

## Основные продукты
- Outpost Security Suite Pro — включает необходимые средства безопасности: брандмауэр, антивирус+антишпион, спам-фильтр, проактивную защиту (поведенческий блокиратор), веб-контроль, защиту личных данных.
- Outpost Security Suite Free — полнофункциональный бесплатный пакет безопасности
- Outpost Firewall Pro — включает брандмауэр, антишпион, проактивную защиту (поведенческий блокиратор), веб-контроль (блокировка рекламы, нежелательных элементов веб-страниц и вредоносных сайтов), защиту личных данных.
- Outpost Firewall Free — бесплатная версия Outpost Firewall.
- Outpost Antivirus Pro — отдельное антивирусное решение, включает антивирус+антишпион, поведенческий блокиратор, блокировку нежелательных сайтов, защиту личных данных.
- Outpost Network Security — продукт на основе Outpost Firewall Pro в области защиты сетей.
- Outpost AV Service — продукт-услуга для защиты пользователей интернет-провайдеров в виде подписки на обновления Outpost Antivirus Pro или Outpost Security Suite Pro.
- Agnitum Spam Terrier — бесплатный спам-фильтр для Microsoft Outlook и Outlook Express.

## Сотрудничество с другими разработчиками софта
С компанией Agnitum сотрудничали такие известные зарубежные фирмы, как Canon, Sophos, Novell, Buhl, Lavasoft, а также разработчики «национальных» антивирусов из Индии QuickHeal, Великобритании Bullguard, Венгрии VirusBuster и ряда других стран. Так, например, на базе платформы Outpost Firewall компании Sophos и Novell создали свои собственные программы безопасности. Компания Sophos построила решение Sophos Endpoint Security с использованием механизма Outpost Firewall, а фирма Canon сделала Outpost Firewall Pro частью своего пакета по безопасности Digital Security.
В августе 2012 года компания приобрела исключительные права на технологии венгерского разработчика антивирусного программного обеспечения «VirusBuster», объявившего об окончании выпуска продуктов собственной разработки с 1 октября 2012 года в связи с возникшими трудностями экономического характера.

## Продажа всех активов Яндексу
В декабре 2015 года компания Яндекс объявила о покупке технологии Agnitum чтобы усилить безопасность своего браузера. Антивирусным специалистам и разработчикам предложено перейти на работу в офис компании Яндекс в Санкт-Петербурге. 
В 2016 году Agnitum прекращает продажи своего файрвола. Поддержка и обновление антивирусных баз закончились 09 января 2017 года. Пользователям имеющим действующие лицензии на продукты компании было предложено до 28 февраля 2017 года обменять их на лицензию Kaspersky Internet Security на 1 или 2 года, в зависимости от срока действия лицензии. В настоящее время домен принадлежит Атлант Телеком.